# Urdès
Urdès – miejscowość i gmina we Francji, w regionie Nowa Akwitania, w departamencie Pireneje Atlantyckie.
Według danych na rok 1990 gminę zamieszkiwało 207 osób, a gęstość zaludnienia wynosiła 35 osób/km² (wśród 2290 gmin Akwitanii Urdès plasuje się na 970. miejscu pod względem liczby ludności, natomiast pod względem powierzchni na miejscu 1364.).